# Шевченко Марко Олександрович
Марко Олександрович Шевченко (нар. 10 серпня 1969, Київ) — український дипломат, історик. Надзвичайний і Повноважний Посол України в Молдові (2019—2024).

## Життєпис
Народився 10 серпня 1969 року в Києві. У 1992 році закінчив Київський національний університет ім. Т. Шевченка, історичний факультет. У 1994 році закінчив аспірантуру Київського національного університету ім. Т. Шевченка. Кандидат історичних наук. Володіє румунською, російською та англійською мовами.
У 1994—1997 рр. — третій секретар, другий секретар Департаменту двостороннього співробітництва Міністерства закордонних справ України.
У 1997—2001 рр. — другий секретар, перший секретар з політичних питань Посольства України в Румунії.
У 2001—2003 рр. — перший секретар, радник Департаменту двостороннього співробітництва Міністерства закордонних справ України.
У 2003—2007 рр. — радник з політичних питань Посольства України в Республіці Молдова.
У 2007—2012 рр. — виконувач обов'язків начальника відділу, начальник відділу з політичних питань Міністерства закордонних справ України.
З 19 квітня 2012 по 18 листопада 2012 року — тимчасовий повірений у справах України в Оттаві (Канада).
З грудня 2012 по листопад 2014 — Радник з політичних питань Посольства України в Канаді.
З 27 листопада 2014 — Тимчасовий повірений у справах України в Канаді.
З 18 грудня 2019 — Надзвичайний і Повноважний Посол України в Молдові.
24 серпня 2021 року присвоєно дипломатичний ранг Надзвичайного і Повноважного Посланника другого класу.
29 березня 2024 року звільнений з посади Надзвичайний і Повноважний Посол України в Молдові.

## Автор публікацій
- Автор понад 20 публікацій з української історії і сучасної румунської зовнішньої політики.

## Нагороди та відзнаки
- Почесні грамоти Міністерства закордонних справ України.